# Szuverén Nemzetek Európája
A Szuverén Nemzetek Európája (angolul: Europe of Sovereign Nations, németül: Europa souveräner Nationen, röviden Szuverenisták) 2024. július 10-én alakult szélsőjobboldali képviselőcsoport az Európai Parlamentben. Politikai ideológiái között megtalálható a globalizációellenesség, a bevándorlásellenesség és a nacionalizmus. A legnagyobb tagja az Alternatíva Németországért (AfD) párt.

## Alapítása
Megalapítása szervesen kapcsolódik a német Alternatíva Németországért (AfD) jobboldali párthoz, mely korábban az Identitás és Demokrácia tagja volt. 2024 folyamán azonban nézeteltérések keletkeztek a pártcsoport többi tagjaival, és kiszorult a frakcióból. A korábbi szövetségesek az AfD-t a 2024-es európai parlamenti választás után sem fogadták be az újonnan létrejött Patrióták Európáért csoportba, ezért a párt nekikezdett egy radikális nemzeti politikát képviselő európai pártcsoport létrehozásának.
Az új frakció alapját a nemzeti erők által 2024 áprilisában aláírt Szófiai Nyilatkozat adná. A Nyilatkozat aláírói hangot adnak annak a véleményüknek, az Európai Unió jelenleg nem képes megfelelő intézményes választ adni a jelenkori egzisztenciális válságra és olyan terjedő ideológiákra, melyek az európai civilizáció alapvető értékeinek fennmaradását kockáztatják. A Nyilatkozat továbbá kiemel három alapelvet, amely mellett a képviselt pártok kiállanak az elkövetkező európai parlamenti ciklus során:
- egyenlő és szuverén államok közötti kapcsolatokon alapuló politikai rendszerek erősítése, a nemzetközi vállalatok és pénzintézmények érdekeinek visszaszorítása
- a bürokrácia hatalmának visszaszorítása, a demokratikus intézmények és az állampolgárok érdekeinek előtérbe helyezése
- az Európában zajló háború megállítása, a béketeremtés eszközeivel való független politizálás[8]

Az alapítás során számos párt neve felmerült a létrejövő pártcsoporthoz való csatlakozással kapcsolatban, de az alapító párt végül úgy döntött, hogy néhányuk belépését elhalasztja, mert szeretné mélyrehatóbban megismerni őket. Indulásként végül kilenc uniós tagország – köztük Magyarország – 28 képviselője fogja alkotni a pártcsoport tagságát a július eleji hivatalos nyilatkozatok szerint, amivel már teljesíti a frakcióalapításhoz is szükséges feltételeket.
Olyat teszünk ma, ami még nemzeti radikálisnak mondott magyar pártnak sohasem sikerült. Brüsszelben, az Európai Parlamentben, a szövetségeseinkkel megalakítjuk az új európai pártcsaládot, az EP új frakcióját.

## Tagszervezetek

A tagpártok származási országai 2024

A következő pártok képviselői alkotják a tagságot a 2024–2029-es európai parlamenti ciklusban (közülük néhány képviselő nem lesz tagja a csoportnak):
| Ország        | Párt neve                                                               | Képviselők száma |
| ------------- | ----------------------------------------------------------------------- | ---------------- |
| Bulgária      | Újjászületés Vazrazhdane                                                | 3 / 17           |
| Csehország    | Szabadság és Közvetlen Demokrácia (SPD) Svoboda a přímá demokracie      | 1 / 21           |
| Franciaország | Visszahódítás Reconquete                                                | 1 / 81           |
| Lengyelország | Koalíció a Köztársaság Megújítására – Szabadság és Remény Nowa nadzieja | 3 / 53           |
| Litvánia      | Nép és Igazságosság Unió Tautos ir teisingumo sąjunga                   | 1 / 11           |
| Magyarország  | Mi Hazánk Mozgalom                                                      | 1 / 21           |
| Németország   | Alternatíva Németországért (AfD) Alternative für Deutschland            | 14 / 96          |
| Szlovákia     | Köztársaság Mozgalom Republika                                          | 1 / 15           |
| Összesen:     | Összesen:                                                               | 25 / 720         |